# Mario Bianchini
Mario Bianchini (Roma, 14 maggio 1911 – 1º giugno 1957) è stato un pugile italiano, olimpionico alle Olimpiadi di Los Angeles 1932 e campione italiano dei pesi welter (1938).

## Biografia
Mario Bianchini nasce a Roma nel quartiere della Garbatella dove, in Piazza Giovanni da Lucca, è oggi posta una targa in suo ricordo. Incrocia i primi pugni nel Club Sportivo Audace Roma.

### Carriera da dilettante
Nel 1930, a Roma, Bianchini è campione d'Italia dilettanti dei pesi leggeri e nello stesso anno, a Budapest, Campione d'Europa. Veste la maglia azzurra 36 volte con 23 vittorie, sei sconfitte e sette pari.
Grazie a questi risultati, Bianchini rappresenta l'Italia alle Olimpiadi di Los Angeles 1932, nei pesi leggeri. Batte ai punti al primo turno il neozelandese Robert Purdie e al secondo il pugile di casa Frank Genovese. Perde in semifinale, sempre ai punti, contro il sudafricano Lawrence Stevens, che poi vincerà la medaglia d'oro. A questo punto, secondo il regolamento dell'epoca, è costretto a contendere la medaglia di bronzo nella finale per il terzo posto all'altro statunitense Nathan Bor e la perde ai punti.

### Carriera da professionista
Bianchini passa professionista nel 1933. Dopo dodici incontri, con nove vittorie e tre pari, subisce la prima sconfitta a Milano contro il neo-campione d'Europa dei pesi leggeri Carlo Orlandi in un match non valido per il titolo. Conclude il 1934 con altre 3 vittorie (tra cui quella contro il concittadino Otello Abbruciati), un pari, una sconfitta e un no contest (contro il futuro campione d'Europa dei welter, Saverio Turiello). 
Nel 1935 Bianchini intraprende una tournée in Argentina con discreti risultati. Al rientro a Roma non riesce a respingere l'assalto ai pesi leggeri della medaglia d’oro di Amsterdam 1928 e campione italiano dei pesi piuma Vittorio Tamagnini. Riparte per una seconda tournée in Argentina dove incassa due sconfitte. 
Bianchini passa allora ai pesi welter ed è designato per contendere al sardo Amedeo Dejana il titolo italiano lasciato vacante da Vittorio Venturi. L'incontro si svolge al teatro Ambra Jovinelli di Roma il 26 gennaio 1938. Bianchini, pur finendo al tappeto alla quarta ripresa, riesce a riprendersi e a vincere abbastanza agevolmente ai punti, conquistando così la cintura di campione d'Italia dei welter. 
È però il suo canto del cigno. Decade dal titolo italiano per non averlo difeso nei tempi. D'ora in poi ottiene solo un pari e sette sconfitte, anche se con nomi importanti del pugilato dell'epoca quali Cleto Locatelli, ancora Orlandi, il campione d’Europa in carica dei leggeri Gustave Humery e, in terra straniera, contro il franco-algerino Omar Kouidry. Nel 1939, a ventotto anni, abbandona il pugilato agonistico.

### Dopo il ritiro
Bianchini apre una palestra a Roma dove si dedica all'insegnamento del pugilato. Muore a soli 46 anni nel 1957. Nel 1985 Roma gli ha dedicato una via nel quartiere EUR. Suo nipote David Bianchini è stato un calciatore di Serie A, dove ha militato nel Foggia di Zeman. 

## Caratteristiche tecniche
Pugile tecnico, intelligente , “fulgido” stratega e particolarmente abile nel gioco difensivo. 